# Zorin OS
Zorin OS — дистрибутив Linux, заснований на Ubuntu, який спрямований на те, щоб створити інтерфейс, як можна більш схожий на Windows Explorer в Microsoft Windows. Це робиться з метою полегшити перехід з Windows в Linux — подібну операційну систему. У Zorin OS використовуються додатки, які можуть змінити зовнішній вигляд операційної системи так, щоб вона нагадувала Windows 7, Windows XP, або GNOME. Остання версія Zorin OS 12.3 заснована на Ubuntu 16.04 LTS і використовує Linux ядро версії 4.8.

## Редакції
- Вільні :
  - базова (Core),
  - освітня (Educational),
  - полегшена (Lite) (LXDE),
  - Educational Lite.
- Платні :
  - Business (безліч програм, включаючи програми для бухгалтерського обліку, аналізу стану запасів, бази даних, роздрібної торгівлі, обробки текстів, електронних таблиць та інших),
  - максимальна (Ultimate) (те ж, що і в Business, плюс мультимедіа та підтримка ігор PlayOnLinux).

## Мінімальні вимоги до системи
Для звичайних версії (не Lite):
- 1 ГГц процесор x86
- 5 Гб або (10 Гб для Ultimate) місця на жорсткому диску
- 1 Гб оперативної пам'яті (RAM)
- відеокарта з підтримкою роздільної здатності 640x480

Для версій на основі LXDE (Lite):
- 700 МГц процесор x86
- 2 Гб місця на жорсткому диску
- 512 Мб оперативної пам'яті
- відеокарта з підтримкою роздільної здатності 640x480

## Історія і процес розробки
Zorin OS  була анонсована у вересні 2008. У планах було створити на основі Ubuntu Linux операційну систему для користувачів Microsoft Windows, яким було важко переходити на Linux. У планах було випустити Zorin OS 1 січня 2009 року, але реліз був відкладений через технічні труднощі. Перша бета-версія Zorin OS була випущена 5 травня 2009. Друга бета-версія, Zorin OS Lite, була випущена 30 травня 2009 року, це була урізана версія оригіналу, що вийшов раніше. Запланований інший варіант Zorin OS, призначений для освітніх цілей, був скасований. Перша стабільна версія Zorin OS була випущена 1 липня 2009 року. Zorin OS 1.0 привернула увагу більше 4000 відвідувачів, з яких чверть почали використовувати Zorin OS в перший тиждень релізу.
Zorin OS була протестована в Кенії та інших африканських країнах в сфері освіти. Ця програма була розпочата завдяки ініціативі ірландської благодійної організації.
 Zorin OS Limited Edition '09 була випущена 7 грудня 2009 року. Це була попередня версія Zorin OS 2.0. Вона була доступна тільки для покупки на DVD.
Реліз Zorin OS 2.0 відбувся 1 січня 2010. Ця нова версія включала перероблений призначений для користувача інтерфейс, нові теми та шпалери, нові і оновлені програми, додаткові функції і багато іншого. Після опитування було вирішено додати призначений для користувача інтерфейс, схожий на Windows 7. Нова тема називається «Shine», були додані також нові програми, такі як редактор відео Kino і клієнт мереж миттєвого обміну повідомленнями Empathy.

## Zorin Look Changer
Zorin Look Changer, призначений для вибору початкового варіанту зовнішнього вигляду, відключений під час запуску з DVD. Zorin OS використовує інсталятор Ubiquity, що дає змогу користувачеві пройти всі етапи встановлення. 

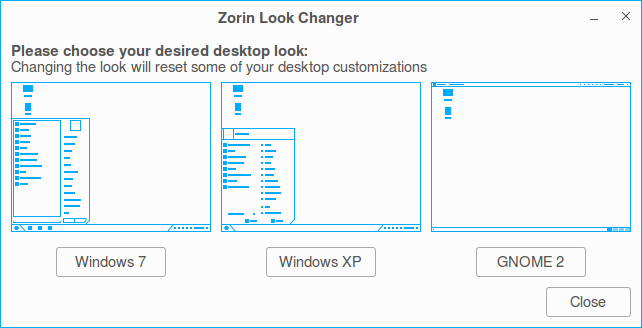
Перемикач Зовнішнього вигляду Zorin Look Changer

## Відгуки та критика
В огляді на  Unixmen.com  рецензент відзначає серед особливостей  Zorin OS  можливість легкого вибору концепції зовнішнього вигляду робочого столу і використовуваних браузерів. У підсумку робить висновок, що система свіжа, цікава і концептуальна . У рецензії на сайті  LinuxUser & Developer  говориться, що  Zorin OS  досягла поставленої мети наслідування Windows, але, з іншого боку, надає абсолютно заплутаний вибір між безкоштовними і платними версіями, що не може сприяти відтоку користувачів Windows на дану систему.